# 23S rRNK pseudouridinska746 sintaza
23S rRNK pseudouridinska746 sintaza (EC 5.4.99.29, RluA, 23S RNK PSI746 sintaza, 23S rRNK pseudouridin sintaza, pseudouridin sintaza RluA) je enzim sa sistematskim imenom 23S rRNK-uridin746 uracil mutaza. Ovaj enzim katalizuje sledeću hemijsku reakciju
23S rRNK uridin746 {\displaystyle \rightleftharpoons } 23S rRNK pseudouridin746
RluA je jedini protein odgovoran za in vivo formiranje pseudouridina746 u 23S RNK.

## Literatura
- Nicholas C. Price; Lewis Stevens (1999). Fundamentals of Enzymology: The Cell and Molecular Biology of Catalytic Proteins (Third изд.). USA: Oxford University Press. ISBN 019850229X.
- Eric J. Toone (2006). Advances in Enzymology and Related Areas of Molecular Biology, Protein Evolution (Volume 75 изд.). Wiley-Interscience. ISBN 0471205036.
- Branden C; Tooze J. Introduction to Protein Structure. New York, NY: Garland Publishing. ISBN 0-8153-2305-0.
- Irwin H. Segel. Enzyme Kinetics: Behavior and Analysis of Rapid Equilibrium and Steady-State Enzyme Systems (Book 44 изд.). Wiley Classics Library. ISBN 0471303097.

## Spoljašnje veze
- 23S+rRNA+pseudouridine746+synthase на 